# Deutsches Kunstblatt
Die Zeitschrift Deutsches Kunstblatt wurde 1850 von Friedrich Eggers gegründet. Sie verstand sich als „Zeitung für bildende Kunst und Baukunst“ und Organ der deutschen Kunstvereine.

Neujahrsblatt 1856. Im Vordergrund links der Herausgeber F. Eggers in historischem Kostüm.

Die Zeitschrift erschien zuerst im Verlag von Rudolph und Theodor Oswald Weigel in Leipzig, ab 1854 im Verlag von Heinrich Schindler in Berlin und 1858 im Verlag von Ebner und Seubert in Stuttgart.
Folgende Mitarbeiter hatte die Zeitschrift:
- Kugler in Berlin
- Passavant in Frankfurt
- Waagen in Berlin
- Wiegmann in Düsseldorf
- Schnaase in Berlin
- Schulz in Dresden (nur bis Dezember 1851)
- Förster in München
- Eitelberger v. Edelberg in Wien

Ab 1854 wurde von Eggers zusätzlich das Literaturblatt als Beilage des Kunstblattes herausgegeben. Der letzte Jahrgang (1858) des Literaturblattes wurde von Paul Heyse redigiert.